# Armenischer Eishockeyverband
Der Armenische Eishockeyverband ist der nationale Eishockeyverband Armeniens. 

## Geschichte
Der Verband wurde am 22. September 1999 in die Internationale Eishockey-Föderation aufgenommen. Der Verband gehört zu den assoziierten Mitgliedern der IIHF und hat daher in deren Vollversammlung kein Stimmrecht. Aktueller Präsident ist Hayk Jaghatspanyan. 
Der Verband kümmert sich überwiegend um die Durchführung der Spiele der armenischen Eishockeynationalmannschaft. Zudem organisiert der Verband den Spielbetrieb auf Vereinsebene, unter anderem in der armenischen Eishockeyliga.